# Çat
Çat, in osmanischer Zeit Çadeli / Çöteli, ist eine Stadt im gleichnamigen Landkreis der türkischen Provinz Erzurum und gleichzeitig ein Stadtbezirk der 1993 geschaffenen Büyükşehir belediyesi Erzurum (Großstadtgemeinde/Metropolprovinz).

## Geografie
Çat liegt im Südwesten der Provinz und grenzt an die Provinzen Bingöl und Erzincan.
7 km nordöstlich des İlçe befindet sich die Palandöken-Talsperre.

## Geschichte
Der Ort hieß bis 1954 Oyuklu und wurde im gleichen Jahr zur Gemeinde erhoben sowie als Landkreis selbständig.

## Bevölkerung
Ende 2020 lag Çat mit 17.035 Einwohnern auf dem 14. Platz der bevölkerungsreichsten Landkreise in der Provinz Erzurum. Die Bevölkerungsdichte liegt mit 12 Einwohnern je Quadratkilometer unter dem Provinzdurchschnitt (30 Einwohner je km²).